# Allryska utställningscentret

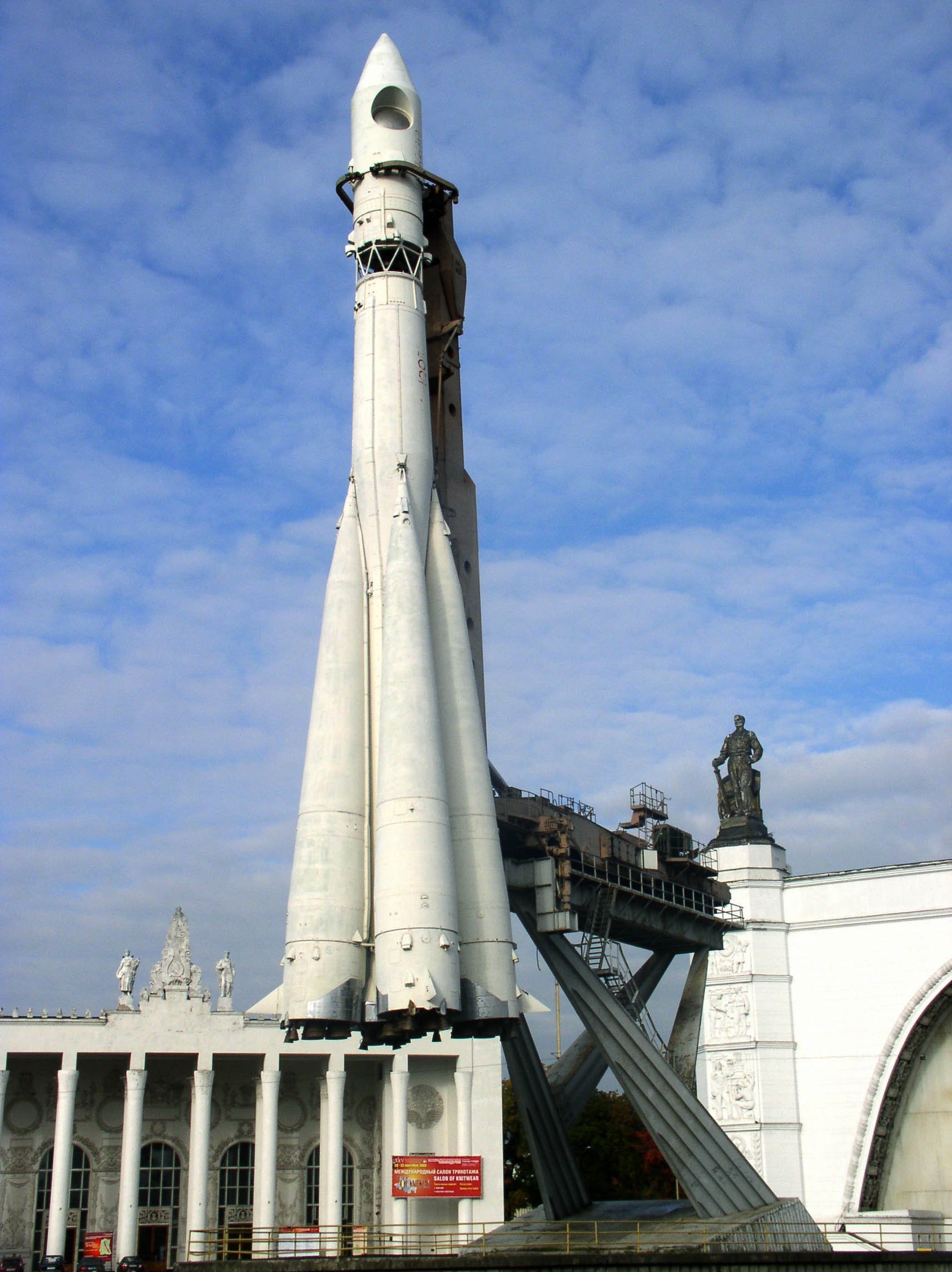
Vostok-raket vid rymdpaviljongen.

Allryska utställningscentret (Всероссийский выставочный центр, Vserossiskij vistavotjnij tsentr, VVC), även känt under sitt tidigare namn VDNH, är ett permanent utställnings- och mässområde i norra Moskva, Ryssland. Utställningscentret består av en parkanläggning med 400 byggnader och paviljonger.

## Historia
Allryska utställningscentret etablerades 1935, som den "Unionsvida jordbruksutställningen" där man skulle visa vad Sovjetunionens jordbruk kunde prestera. Den första årliga utställningen hölls 1939, vilken följdes av ytterligare två utställningar innan man tvingades stänga parken på grund av kriget.
Utställningen öppnade åter 1954. Nu hade avdelningar för teknologi och industri tillkommit, och utställningscentret fick det nya namnet "Utställningen av den nationella ekonomins åstadkommanden" (ryska: Выставка достижений народного хозяйства, Vystavka dostizjenij narodnovo chozjajstva - ВДНХ/VDNH). Syftet var att visa fram landets bästa prestationer inom industri, vetenskap och jordbruk.

Ett välkänt objekt i utställningen är den enorma statyn av en arbetare med hammare och en kolchosarbeterska med skära. Statyn, som skapades av Vera Muchina, monterades ner 2003 för omfattande renovering och återinvigdes i december 2009.
År 1989 hade antalet paviljonger växt till 82 stycken, var och en med sitt eget ämnesområde, såsom Rymdpaviljongen (1966) där bland annat en Sputnik-satellit kan ses, Atomenergipaviljonen (1954) och Sovjetiska kulturpaviljongen (1964).

## Idag
1992 fick utställningscentret sitt nuvarande namn, även om termen ВДНХ/VDNCh fortfarande är i bruk, exempelvis är detta fortfarande namnet på tunnelbanestationen precis intill. Idag hålls något hundratal utställningar varje år, varav en tredjedel internationella. Området fungerar också som marknad för försäljning av allt från hantverk till hemelektronik och möbler. Den omfattande utställningsverksamheten lockar ett stort antal besökare och turister, här finns också restauranger och ett nöjesfält.

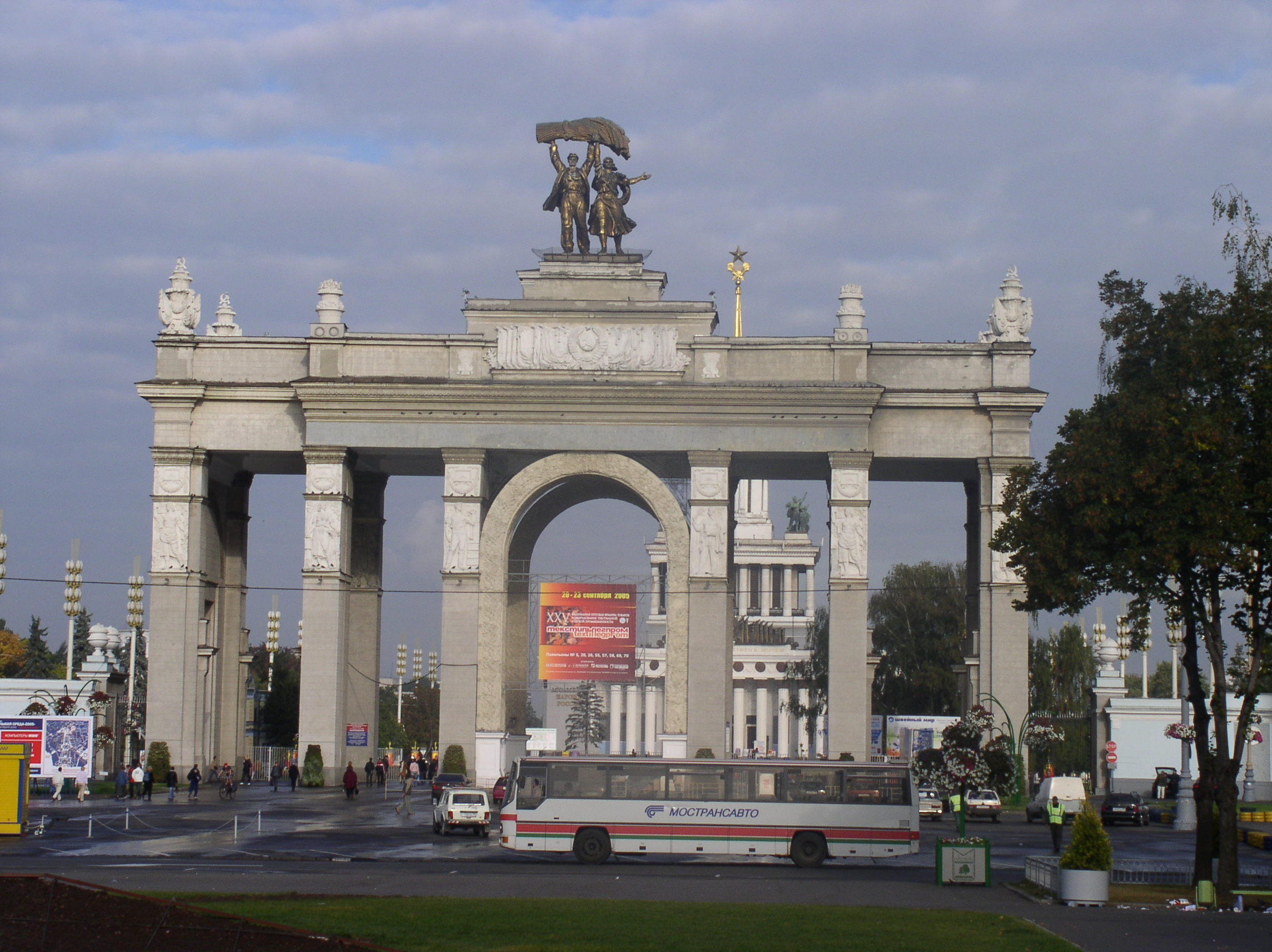
Huvudingången.
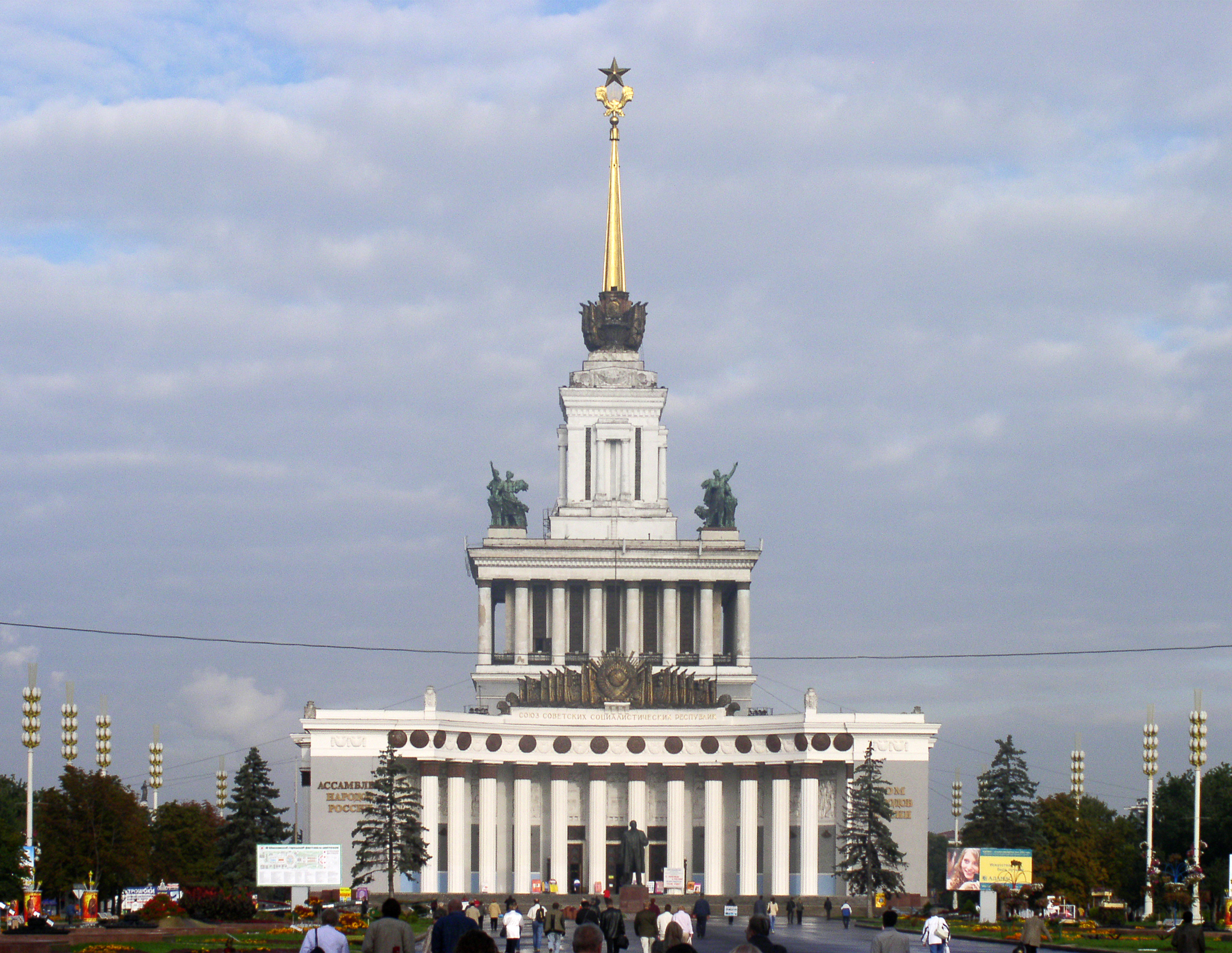
Centralpaviljongen.